# Battaglia di Yahagigawa
La battaglia di Yahagigawa (矢 作 川 の 戦 い, Yahagi-gawa no Tatakai ) fu uno scontro della guerra Genpei combattuto presso il fiume Yahagi, in provincia di Mikawa.

## La battaglia
Sconfitto nella battaglia di Sunomatagawa, l'esercito Minamoto di Minamoto no Yukiie si ritirò verso la provincia di Mikawa, inseguito dai Taira. Attraversato il fiume Yahagi, Yukiie decise di attestarsi dietro di esso per cercare di fermare il nemico. I Minamoto bruciarono il ponte e fortificarono la loro posizione difensiva con un muro di scudi, tuttavia questo non bastò. Quando l'esercito dei Taira li raggiunse, guadò il fiume e attaccó le posizioni nemiche sull'altra sponda, riuscendo, probabilmente grazie alla superiorità numerica, nuovamente a respingerli e metterli in fuga.
La battaglia non fu decisiva, infatti i Taira non erano riusciti a distruggere il nemico e, poiché temevano l'arrivo di un altro esercito Minamoto da est, e dato che il loro comandante Taira no Tomomori si era ammalato, decisero di non in seguirlo ulteriormente e si ritirarono verso Kyoto. Minamoto no Yukiie riuscì a fuggire e con le sue truppe superstiti si unì al nipote Minamoto no Yoshinaka, che aveva radunato un esercito nel nord e stava invadendo la provincia Taira di Echigo, e combatté al suo fianco respingendo in autunno l'ultimo tentativo di controffensiva Taira. Queste furono le ultime ostilità, perché a causa di una grande carestia che colpirà tutto il giappone, e della morte del capoclan Taira no Kiyomori, le ostilità verranno sospese fino al marzo 1183 e la guerra rimarrà per più di un anno in uno stato di stallo, con la parte occidentale del paese sotto il controllo dei Taira e quella orientale sotto quello dei Minamoto.